# Memorie di un viaggiatore spaziale
Memorie di un viaggiatore spaziale (Dzienniki gwiazdowe) è una raccolta di racconti di fantascienza di Stanisław Lem, organizzati in modo da sembrare una raccolta di memorie scritte dall'esploratore spaziale Ijon Tichy. Un altro personaggio ricorrente, oltre a Tichy, è il suo amico, il professor Tarantoga.
Dall'antologia è stata liberamente tratta la serie televisiva tedesca Ijon Tichy: Raumpilot (2007).

## Tema
La prima metà del libro, Memorie di un viaggiatore spaziale, consiste in racconti di viaggio numerati, ma la numerazione contiene dei vuoti perché, dato che alcuni dei viaggi avvengono anche nel tempo, non c'è modo di collocare i racconti in un ordine cronologico definitivo. La seconda parte del libro, Dai ricordi di Ijon Tichy, contiene soprattutto incontri di Tichy con varie persone – in buona parte scienziati pazzi –, più altri racconti non necessariamente incentrati sui viaggi del protagonista, tra cui una lettera aperta di Tichy sui problemi del turismo spaziale incontrollato.
Il libro è scritto in buona parte nello stile leggero e scherzoso tipico di Lem, ma contiene numerose riflessioni su temi scientifici e filosofici, come il conflitto tra materialismo scientifico e religione, il confine tra la realtà fisica e la realtà virtuale, se l'intelligenza artificiale debba per forza essere un'imitazione di quella umana, il senso della vita e della religione quando si possono modificare a piacimento il proprio corpo e la mente.

## Edizioni
- Dzienniki gwiazdowe, 1971.
- Memorie di un viaggiatore spaziale, trad. [dall'inglese] di Pier Francesco Poli, Nota introduttiva di Giuseppe Lippi, Collana Oscar Fantascienza n.84, Milano, Mondadori, 1991. - trad. di Marzena Borejczuk (per Utilità di un drago), Collana Gli Alianti n°117, Milano, Marcos y Marcos, 2004, ISBN 88-7168-418-4; Collana Oscar Moderni, Mondadori, giugno 2025, ISBN 978-88-047-9271-0.